# 上海市进才中学
上海市进才中学创办于1996年，是位于上海市浦东新区的一所寄宿制高級中學。学校由祖籍浦东江镇的叶根林捐资兴建，总投资超过两亿元人民币。进才中学是上海市首批市实验性示范性高中，也是国际文凭组织IB会员学校。2000年，上海市进才中学国际部成立。现任校长胡杰。

## 历任校长
- 袁小明 1996-2005
- 王从连 2005-2015
- 赵国弟 2015-2017
- 胡瑞峰 2017-2023
- 胡杰   2023-至今